# 10184 Ґальвані
10184 Ґальвані (10184 Galvani) — астероїд головного поясу, відкритий 18 квітня 1996 року.
Тіссеранів параметр щодо Юпітера — 3,518.